# باند چهار
مبحث Design Pattern برای اولین بار در دنیای نرم‌افزار برای اولین بار توسط گروه (Gang of Four (GoF مطرح گردید.
این گروه، یک گروه چهار نفره شامل :
- اریک گاما (Erich Gamma)
- ریچارد هلم (Richard Helm)
- رالف جانسن (Ralph Johnson)
- جان ولایسیدس (John Vlissides)

ملقب به Gang of Four یا GoF بودند. این گروه در ۲۱ اکتبر سال ۱۹۹۴ کتابی را تحت عنوان :

Design Patterns: Elements of Reusable Object-Oriented Software 
منتشر کردند. آنها در این کتاب ۲۳ الگوی طراحی کلاسیک رو با زبان‌های شیی گرا مطرح در آنزمان (++C و Smalltalk) برای اولین بار مورد بحث قرار دادند.

(این کتاب تا تاریخ آوریل ۲۰۰۷، ۳۶ بار تجدید چاپ گردید.)